# Państwowa Akademia Nauk Stosowanych im. prof. Stanisława Tarnowskiego w Tarnobrzegu

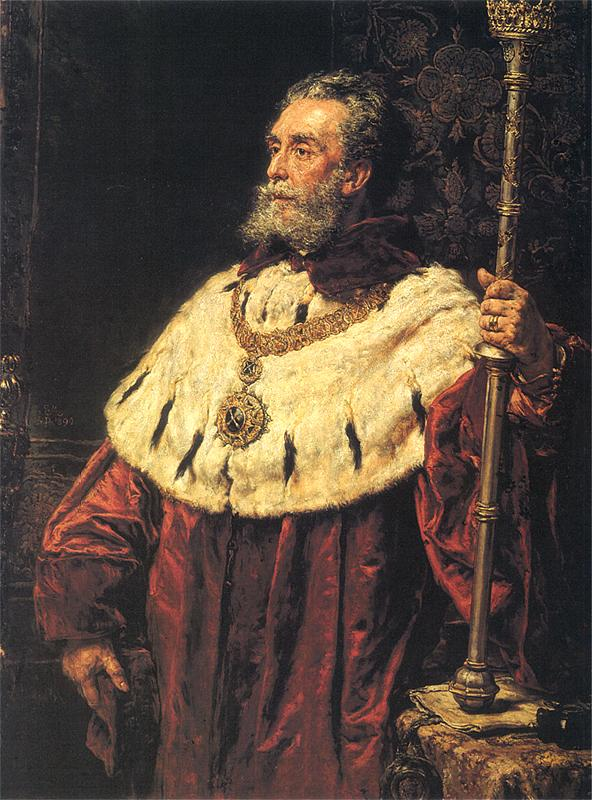
Portret prof. Stanisława Tarnowskiego, patrona uczelni, autorstwa Jana Matejki

Państwowa Akademia Nauk Stosowanych im. prof. Stanisława Tarnowskiego w Tarnobrzegu (dawniej: Państwowa Uczelnia Zawodowa im. prof. Stanisława Tarnowskiego w Tarnobrzegu oraz Państwowa Wyższa Szkoła Zawodowa im. prof. Stanisława Tarnowskiego w Tarnobrzegu)  – publiczna uczelnia zawodowa, utworzona w Tarnobrzegu na podstawie rozporządzenia Rady Ministrów z dnia 1 czerwca 2001 roku.

## Władze uczelni[1]
Kadencja 2024–2028:
- Rektor: dr hab. Paweł Maciaszczyk, prof. ucz.
- Prorektor ds. Rozwoju i Badań Naukowych: dr hab. Anna Szylar, prof. ucz.
- Prorektor ds. Kształcenia: dr Monika Piątek
- Kanclerz: mgr Bogdan Tomczyk
- Kwestor: mgr Hanna Haliniarz
- Pełnomocnik Rektora ds.Promocji i Współpracy Międzyinstytucjonalnej: dr inż. Aleksander Kasprzyk

## Wydziały i kierunki kształcenia
Aktualnie PUZ oferuje możliwość kształcenia na sześciu kierunkach studiów pierwszego stopnia (studia licencjackie), trzech kierunkach studiów drugiego stopnia (studia magisterskie) oraz jeden kierunek jednolitych studiów magisterskich.
Wydział Nauk Społecznych i Humanistycznych:
- Bezpieczeństwo wewnętrzne (I i II stopień)
- Psychologia (JSM)

Wydział Nauk Technicznych i Ekonomicznych:
- Ekonomia menedżerska (I i II stopień)
- Finanse i rachunkowość

Wydział Nauk Medycznych i Nauk o Zdrowiu:
- Pielęgniarstwo (I i II stopień)
- Ratownictwo medyczne